# NGC 2191
NGC 2191 è una galassia lenticolare situata nella costellazione della Carena, a una distanza di circa 221 milioni di anni luce dalla nostra Via Lattea.

## Scoperta
La galassia è stata scoperta il 9 gennaio 1837 dall'astronomo britannico John Herschel.

## Descrizione
Dato il valore della sua luminosità superficiale pari a 11,86, NGC 2191 può essere inclusa tra le galassie che presentano una elevata luminosità superficiale.